# Jevgenij Sjerstobitov
Jevgenij Sjerstobitov (russisk: Евгений Фирсович Шерстобитов) (født 19. juni 1928 i Ulan-Ude i Sovjetunionen, død 20. oktober 2008 i Kyiv i Ukraine) var en sovjetisk filminstruktør og manuskriptforfatter.

## Filmografi
- Tumannost Andromedy (Туманность Андромеды, 1967)[2][3]